# Жорже Кошта
Жорже Кошта (порт. Jorge Costa, 14 жовтня 1971, Порту — 5 серпня 2025, Порту) — португальський футболіст, що грав на позиції захисника. По завершенні ігрової кар'єри — футбольний тренер.
Найбільше відомий виступами за «Порту», з яким став восьмиразовим чемпіоном Португалії, п'ятиразовим володарем Кубка Португалії, переможцем Ліги чемпіонів УЄФА, а також володарем Кубка УЄФА та Міжконтинентального кубка. Крім того виступав за національну збірну Португалії, з якою був учасником чемпіонату світу та Європи.

## Клубна кар'єра
Народився 14 жовтня 1971 року в місті Порту. Вихованець футбольної школи клубу «Порту».
У дорослому футболі дебютував 1990 року виступами за команду клубу «Пенафіел», в якій провів один сезон на умовах оренди. Протягом 1991—1992 років також як орендований гравець захищав кольори команди клубу «Марітіму».
1992 року повернувся з оренди до «Порту», де поступово став основним гравцем. Грав за рідний клуб до 2005 року, 8 разів вигравав з ним чемпіонат Португалії, а також був співавтором двох єврокубкових тріумфів португальської команди — здобуття Кубка УЄФА в 2003 та перемоги в Лізі чемпіонів УЄФА наступного року. виступи Кошти за «Порту» переривалися 2002 року, коли він на умовах оренди грав в Англії за «Чарльтон Атлетик».
Завершив професійну ігрову кар'єру в бельгійському «Стандарді» (Льєж), за команду якого досвідчений захисник виступав протягом 2005—2006 років.

## Виступи за збірну

Жорже Кошта (праворуч) у грі за збірну проти італійця Роберто Баджо. 1993 рік.

1992 року дебютував в офіційних матчах у складі національної збірної Португалії. Протягом кар'єри у національній команді, яка тривала 8 років, провів у формі головної команди країни 50 матчів, забивши 2 голи.
У складі збірної був учасником чемпіонату Європи 2000 року у Бельгії та Нідерландах, на якому португальці виступили дуже вдало, лише на стадії півфіналів поступившись у додатковий час майбутнім тріумфаторам турніру, збірній Франції.
Також брав участь у чемпіонаті світу 2002 року в Японії і Південній Кореї, на якому «відзначився» автоголом у програній з рахунком 2:3 грі проти збірної США.

## Кар'єра тренера
Розпочав тренерську кар'єру відразу по завершенні кар'єри гравця, 2006 року, увійшовши до тренерського штабу «Спортінга» (Брага), який згодом деякий час очолював. З 2008 по 2010 рік працював головним тренером «Ольяненсі» та «Академіки» (Коїмбра), після чого працював у Румуінії з «ЧФР Клуж», а також на Кіпрі з командами клубів АЕЛ та «Анортосіс». Протягом 2013—2014 знову працював на батьківщині, очолюючи команду «Пасуш ді Феррейра».
2014 року очолив тренерський штаб національної збірної Габону. Готував габонців до участі у розіграші Кубка африканських націй 2015, виступи на якому вони почали з перемоги 2:0 над національної збірної Буркіна-Фасо. Втім очолювана Коштою команда програла наступні дві гри збірній Республіки Конго і господарям турніру збірній Екваторіальної Гвінеї, через що не змогла подолати груповий етап турніру.
Залишивши Габон у 2016, повернувся на батьківщину, де наступного року очолив «Ароуку», а трохи згодом був призначений головним тренером французького «Тура».
2018 року перебрався до Індії, приставши на пропозицію очолити місцевий «Мумбаї Сіті», де провів півтора сезони. 5 березня 2020 року, після того, як команда не вийшла до плей-оф Суперліги, він покинув індійський клуб.
З вересня 2020 по лютий 2021 року Кошта очолював румунський «Газ Метан», після чого повернувся до Португалії, де став головним тренером «Фаренсе». Незважаючи на виліт до другого дивізіону того ж року, він залишився у команді, однак 30 серпня був звільнений, набравши лише одне очко в перших чотирьох матчах нового сезону.
3 лютого 2022 року Коста знову очолив «Сфаксьєн», але був звільнений 7 квітня після шестиматчевої безвиграшної серії. Надалі працював у Португалії з клубами «Академіку (Візеу)» та ABC.
У червні 2024 року Кошта повернувся до рідного «Порту» на посаду директора з футболу. 5 серпня 2025 року під час тренування з «Порту» Кошта переніс серцевий напад. Невдовзі після госпіталізації до Лікарні Сан-Жуан його оголосили мертвим у віці 53 років.

## Титули і досягнення
Як гравець
- Молодіжний чемпіон світу: 1991
- Чемпіон Португалії (8):

«Порту»: 1992–93, 1994–95, 1995–96, 1996–97, 1997–98, 1998–99, 2002–03, 2003–04
- Володар Кубка Португалії (5):

«Порту»: 1993–94, 1997–98, 1999–00, 2000–01, 2002–03
- Володар Суперкубка Португалії з футболу (8):

«Порту»: 1993, 1994, 1996, 1998, 1999, 2001, 2003, 2004
- Володар Кубка УЄФА (1):

«Порту»: 2002–03
- Переможець Ліги чемпіонів УЄФА (1):

«Порту»: 2003–04
- Володар Міжконтинентального кубка (1):

«Порту»: 2004
Як тренер
- Чемпіон Румунії (1):

ЧФР: 2011–12